# Hüttenkanal

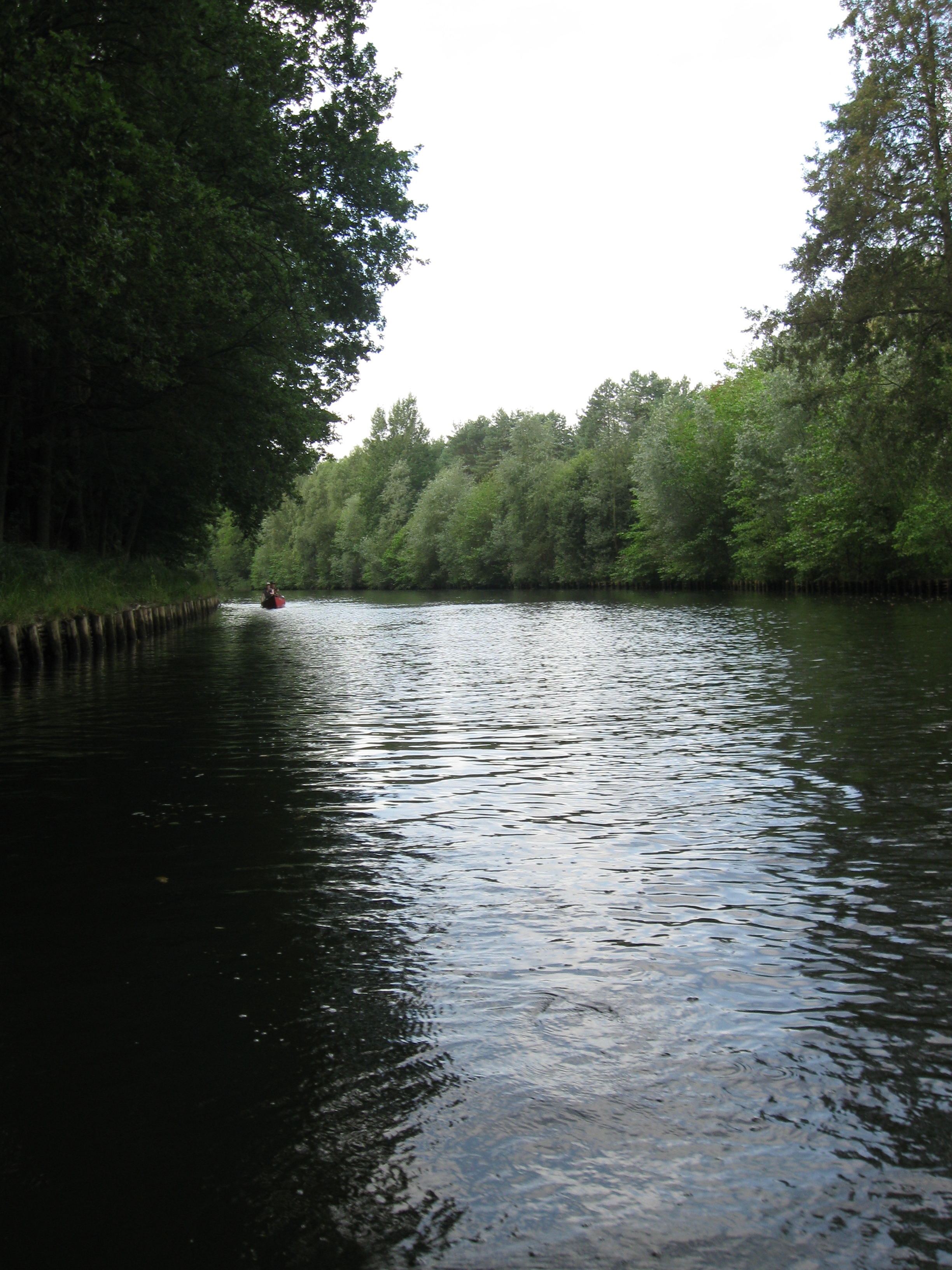
Der Hüttenkanal

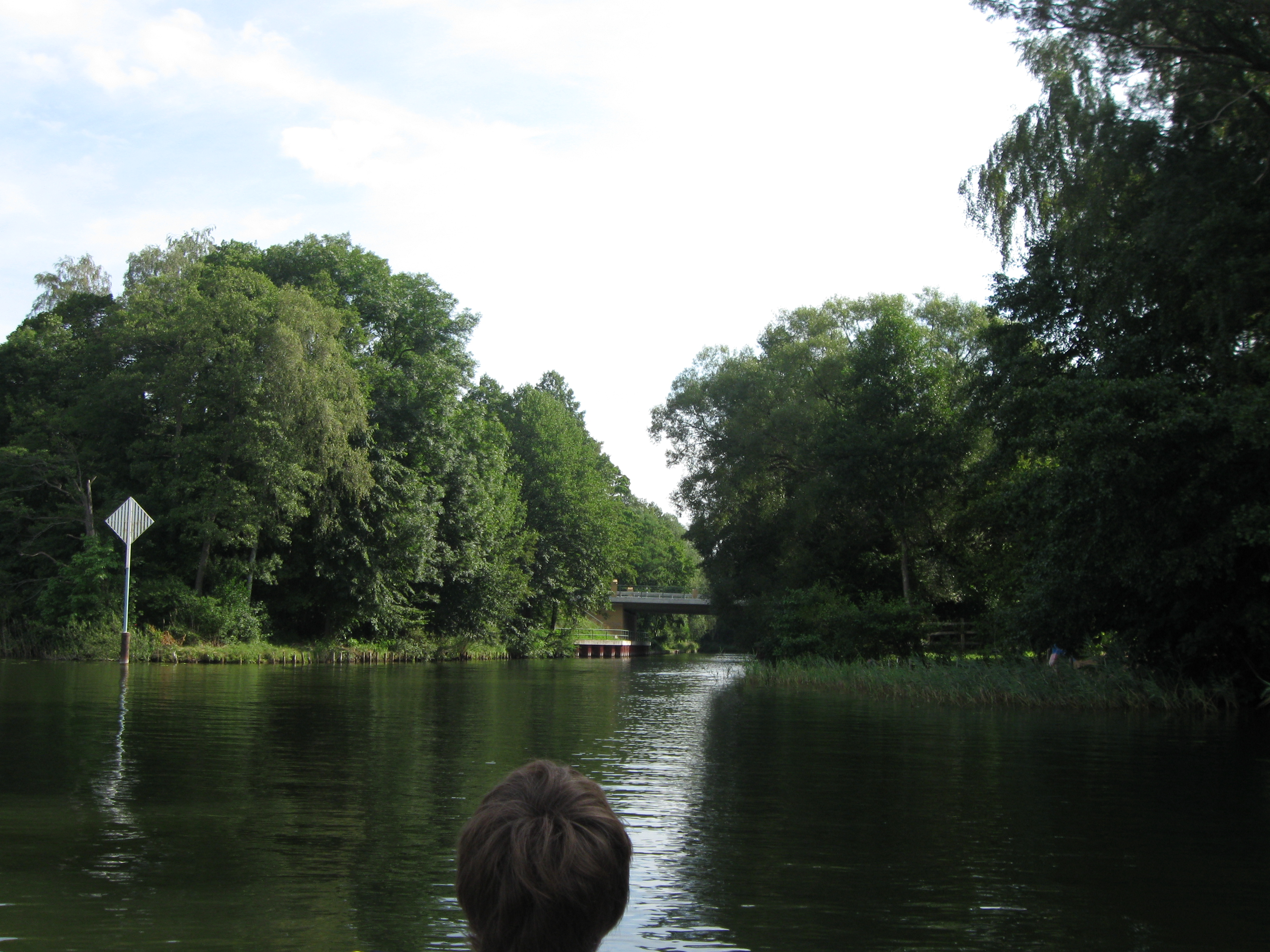
Die Einfahrt in den Hüttenkanal vom Großen Prebelowsee aus

Der Hüttenkanal ist ein etwas über drei Kilometer langer Kanal von 1881. Er verläuft im äußersten Norden des Landes Brandenburg und verbindet die 
Rheinsberger Gewässer mit dem übrigen Neustrelitzer Kleinseenland. 
Über die Bezeichnung der Kanäle in diesem Gebiet gibt es jedoch Unterschiede zwischen altem und neuem Kartenmaterial. Auf neueren Karten ist nur noch der Abschnitt zwischen dem Schlabornsee und dem Tietzowsee als Hüttenkanal bezeichnet. Dieser Abschnitt wird auch Jagowkanal genannt. Der Ort Zechlinerhütte befindet sich am östlichen Ufer des Kanals.
Der Kanal zwischen dem Großen Prebelowsee und Kleinem Pälitzsee bei Kleinzerlang wird dagegen Prebelowkanal genannt, manchmal auch Wolfsbrucher Kanal. Am Prebelowkanal wird ein Höhenunterschied des Wasserspiegels von etwa 40 Zentimetern durch die Schleuse Wolfsbruch überwunden. Der Kleine Pälitzsee liegt höher als die Rheinsberger Gewässer.
Der Name ‚Hüttenkanal‘ stammt von den zahlreich vorhandenen Glashütten im Rheinsberger Gebiet, deren Produkte über den Kanal abtransportiert wurden.